# Kis hőscincér
A kis hőscincér (Cerambyx scopolii) a rovarok (Insecta) osztályának bogarak (Coleoptera) rendjébe, ezen belül a mindenevő bogarak (Polyphaga) alrendjébe és a cincérfélék (Cerambycidae) családjába tartozó faj.
Nevét Giovanni Antonio Scopoli entomológusról kapta.
Noha Magyarországon mindenfelé elterjedt, nagyon gyakori, sőt, sokszor tömeges, a faj védettséget élvez.

## Megjelenése
A kis hőscincér 2-2,8 cm hosszú, külseje fekete. A második csápíze nagyon rövid, szinte gyűrűszerű. Szürke, gyér szőrű.

## Szaporodása
Két évig fejlődik lárvája lombos fában. A kifejlett rovar csupán három hónapig, májustól júliusig él. Nappal aktív.